# Ficinia pusilla
Ficinia pusilla är en halvgräsart som beskrevs av Charles Baron Clarke. Ficinia pusilla ingår i släktet Ficinia och familjen halvgräs. Inga underarter finns listade i Catalogue of Life.